# مصدر راديو فلكي

رسم توضيحي للنباض وفي مركزه نجم نيوتروني وتمثل المنحنيات مجاله المغناطيسي، ويمثل القمعان الأزرقان عبر قطبيه المغناطيسيين فيض إشعاعه. المحور الرأسي يمثل محور دورانه حول نفسه.

المصادر الراديوية الفلكية هي أجسام في الفضاء الخارجي تنبعث منها موجات راديو قوية. وتصدر الانبعاث الراديوية من مجموعة واسعة من المصادر. وتمثل هذه الأجسام بعض العمليات الفيزيائية الأكثر تطرفا وحيوية في الكون.

## تاريخ
في عام 1932، اكتشف الفيزيائي الأمريكي والمهندس كارل جانسكي موجات راديوية قادمة من مصدر مجهول في وسط مجرتنا. كان جانسكي يدرس أصول تداخل الترددات الراديوية لمختبرات بل. وجد "... نوع أزيز منتظم من أصل غير معروف"، وأستتنتج في نهاية المطاف أن الأزيز كان له أصل خارج كوكب الأرض . وكانت هذه هي المرة الأولى التي يتم الكشف عن موجات الراديو من الفضاء الخارجي.
أول دراسة مسح راديو للسماء أجراه جروت ريبر وتم الانتهاء منه في عام 1941. وفي السبعينات، عثر على بعض النجوم في مجرتنا وأعتبرت مصادر راديوية، واحد أقوى المصادر النجم الثنائي الفريد من نوعه MWC 349 في كوكبة الدجاجة 